# Municipio de Mountain (condado de Barry)
El municipio de Mountain (en inglés: Mountain Township) es un municipio ubicado en el condado de Barry en el estado estadounidense de Misuri. En el año 2010 tenía una población de 306 habitantes y una densidad poblacional de 3,38 personas por km².

## Geografía
El municipio de Mountain se encuentra ubicado en las coordenadas 36°45′26″N 93°36′48″O / 36.75722, -93.61333. Según la Oficina del Censo de los Estados Unidos, el municipio tiene una superficie total de 90.4 km², de la cual 90,11 km² corresponden a tierra firme y (0,32 %) 0,29 km² es agua.

## Demografía
Según el censo de 2010, había 306 personas residiendo en el municipio de Mountain. La densidad de población era de 3,38 hab./km². De los 306 habitantes, el municipio de Mountain estaba compuesto por el 93,14 % blancos, el 3,59 % eran amerindios, el 1,63 % eran asiáticos y el 1,63 % eran de una mezcla de razas. Del total de la población el 3,27 % eran hispanos o latinos de cualquier raza.